# 15
| [ Edytuj tabelę ] |                                   |
| Król Armenii      | - 12 Wonones I 15                 |
| Cesarz Chin       | - 9 Wang Mang 23                  |
| Król Kapadocji    | - 36 p.n.e. Archelaos 17          |
| Król Kommageny    | - 12 p.n.e. Antioch Filokajsar 17 |
| Władca Korei      | - 19 p.n.e. Yuri 18               |
| Król Mauretanii   | - 25 p.n.e. Juba II 23            |
| Król Nabatei      | - 9 p.n.e. Aretas IV 40           |
| Król Partów       | - 8 Artabanus II 40               |
| Cesarz Rzymu      | - 14 Tyberiusz 37                 |
| Król Tracji       | - 12 Reskuporis III 19            |

Rok 15 / XV
stulecia: I wiek p.n.e. ~
I wiek ~
II wiek

lata: 5 «
10 «
11 «
12 «
13 «
14 «
15
» 16
» 17
» 18
» 19
» 20
» 25

## Wydarzenia
Imperium Rzymskie
- Z inicjatywy cesarza rzymskiego Tyberiusza utworzono prowincję Mezję.

Azja
- Wybuch buntu wojsk stacjonujących na północnych granicach cesarstwa chińskiego.

## Urodzili się
- 6 listopada – Agryppina Młodsza, matka cesarza Nerona (zm. 59)
- 24 września – Witeliusz, cesarz rzymski (zm. 69)